# Laczkó Dezső
Laczkó Dezső (Trencsén, 1860. július 22. – Veszprém, 1932. október 28.) geológus, paleontológus, piarista tanár, házfőnök, gimnáziumigazgató, az általa alapított veszprémi múzeum (ma: Laczkó Dezső Múzeum) első igazgatója.

## Élete
Középiskoláit a Nyitrai Piarista Gimnáziumban és Trencsénben végezte. 1877-ben belépett a piarista rendbe. 1879 és 1881 között Nyitrán tanult teológiát, majd 1883-ban a Budapesti Tudományegyetem bölcsészkarán földrajz-természetrajzszakos tanári oklevelet szerzett. 1885-ben szentelték pappá.

### Tanári pályája
1883-ban gimnáziumban tanított Privigyén, 1884–1885-ben Debrecenben, majd 1886 és 1888 között Kecskeméten. 1888-tól Veszprémben élt, ahol 1912-ig a piarista gimnázium tanára, majd 1912–1918 között igazgatója volt. 1920-ban vonult nyugalomba.

### Természettudományos kutatásai
Pedagógiai tevékenysége mellett a természettudományokkal is behatóan foglalkozott. 1895-től tevékenyen részt vett a Bakony geológiai feltárásában, és Lóczy Lajos egyik legkiválóbb munkatársa volt a Balaton környékének tanulmányozásában. Ezen a területen olyan méretű anyagot gyűjtött össze, amely 35 hazai és külföldi őslénykutatónak adott kutatási és publikálási lehetőséget. A megyehegyi dolomit sztratigráfiai helyzetét az általa gyűjtött brachiopodák alapján sikerült megállapítani. Ő ismerte fel a Hajmáskér-Veszprém-Nagyvázsony vetődést is. A veszprémi Jeruzsálem-hegy felső triászkori márgájában felfedezte az Otto Jaekel berlini paleontológus által Placochelys placodonta néven leírt kavicsfogú álteknőst, amellyel jelentősen hozzájárult a Placodontia rend törzsfejlődésének feltérképezéséhez. 1902-ben részt vett Déchy Mór utolsó (6.) kaukázusi kutatóútján, jelentős adatokkal gazdagította a Kaukázus geológiájára vonatkozó ismereteket. Közreműködött a Nemesvámos határában fekvő balácapusztai római villa feltárásában (1904). A lelőhelyen talált nagy mozaikpadló a Magyar Nemzeti Múzeumba került.
1903-ban a Magyar Földrajzi Társaság levelező tagja lett. Róla neveztek el több vezérkövületet: Trachyceras (Anolcites) Laczkói Dien., Dinarites Lackói Arth., Hybodus Laczkói Jaek, Megalodus Laczkói Hoernes.

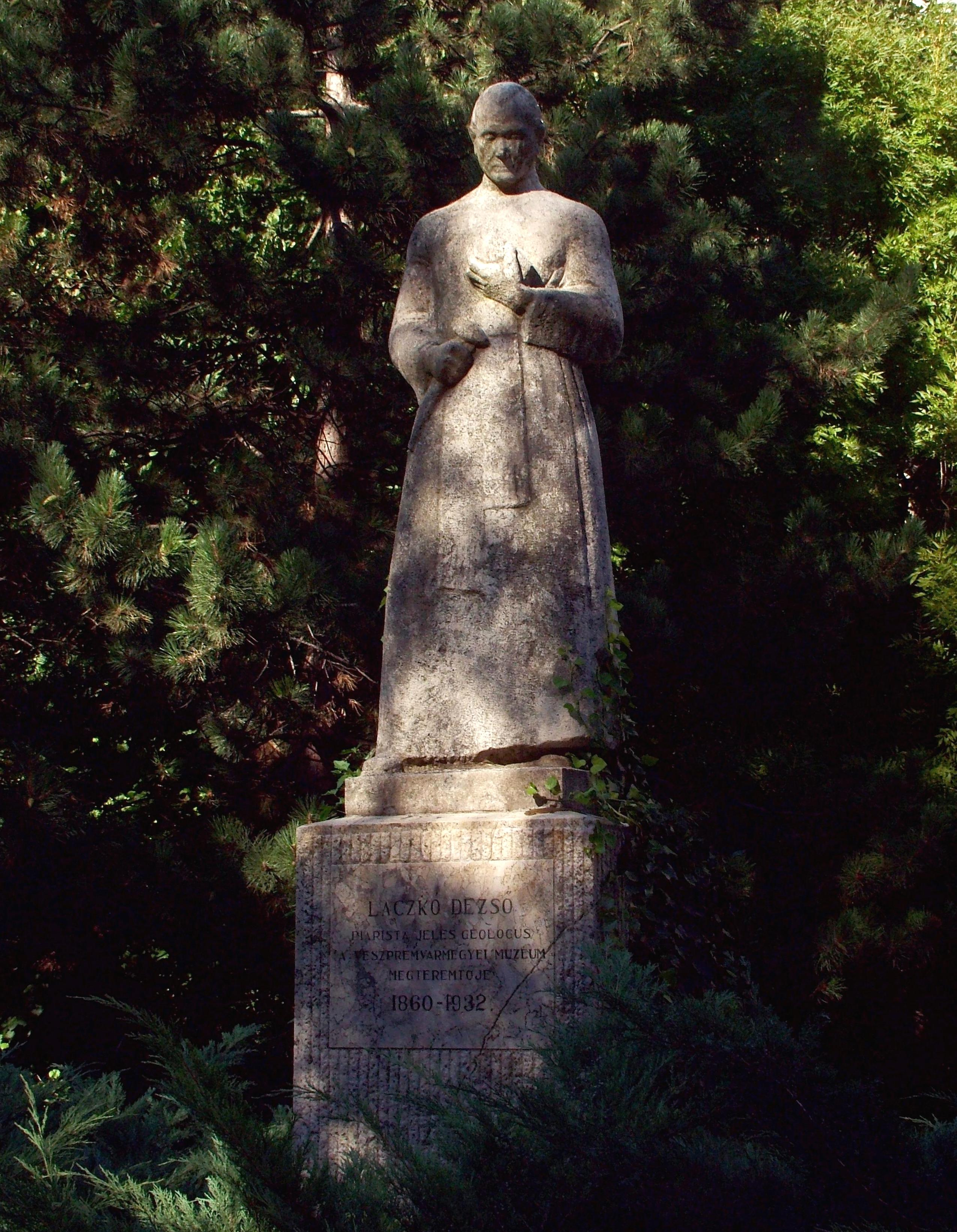
Szobra múzeuma előkertjében

### A múzeumalapító
Nevéhez fűződik a Veszprém megyei Múzeum (ma: Laczkó Dezső Múzeum) megalapítása (1903) is, amelynek első igazgatója volt. 1905-től szerkesztette a Veszprém megyei Múzeum évi jelentéseit. Az ő nevéhez fűződik a zirci Bakonyi Természettudományos Múzeum alapjának megteremtése is.

## Főbb művei
- A gerinces állatok csontrendszerének fejlődése (Debrecen, 1885)
- Geológiai jegyzetek a Kaukázusból (In: Déchy Mór: Kaukázus, Bp., 1907)
- A veszprémi Szentbenedek-hegy története (Veszprém, 1908)
- Veszprém városának és tágabb környékének geológiai leírása (A Balaton tudományos tanulmányozásának eredményei I., 1. rész. Geológiai függelék 1. Bp., 1911)
- Őstörténeti adatok a Balaton környékéről (Bp., 1929)
- "...ismét keresztezték egymást leveleink". id. Lóczy Lajos levelei Laczkó Dezsőhöz, 1894–1920; összeáll. Rainer Pál, Katona Lajos; Laczkó Dezső Múzeum, Veszprém, 2022